# Gustaf Otto Ladau
Gustaf Otto Ladau, född 25 november 1728, död 14 september 1783 på Väraboda herrgård i Ryssby socken, Kronobergs län, var en svensk militär. 
Ladau var kunglig page 1740 och kammarpage hos drottning Lovisa Ulrika 1751. Han blev fänrik vid Kronobergs regemente 1754 och stabslöjtnant där 1764 samt löjtnant 1769. Ladau blev livdrabant 1772 och erhöll avsked från armén 1774. Som militär medverkade han i det pommerska kriget 1758 och 1759. Han blev krigsfånge vid Peenemündes övergång 1759 och kunde återvända till Sverige efter fredsslutet 1762. Som gårdsägare ägde han gården Stråhult i Vrå socken.
Han var son till översten Otto Reinhold Ladau (1683–1746) och Hedvig Juliana Wattrang (1688–1764) samt dotterson till revisionssekreteraren Jakob Wattrang (1630–1698). Från 1766 var han gift med Hedvig Ulrika Påhlman (1739–1801), som var dotter till överstelöjtnanten Carl Gustaf Påhlman (1679–1757). Paret fick sex barn varav sönerna Carl Reinhold Ladau (1769–1837) blev militär och Johan Fredrik Ladau (1774–1840) blev präst.